# Chad Silver
Chad Silver (* 12. März 1969 in Brandon, Manitoba; † 3. Dezember 1998 in Zürich) war ein schweizerisch-kanadischer Eishockeyspieler.

## Karriere
Der Sohn eines Kanadiers und einer Schweizerin begann seine Karriere in der kanadischen Juniorenliga Western Hockey League bei den Brandon Wheat Kings und spielte anschliessend auch für die Regina Pats in derselben Liga.
Nordamerikanische Spieler mit Schweizer Pass, die ein gewisses Talent mitbrachten, keine Ablösesumme kosteten und das Ausländer-Kontingent nicht belasteten, waren bei den Schweizer Klubs hoch im Kurs und so wechselte Silver zur Saison 1989/90 zum damaligen B-Ligisten HC Sierre in die Schweiz. Es folgte der Aufstieg in die höchste Spielklasse und nach dem sofortigen Wiederabstieg der Wechsel zu Fribourg-Gottéron. Mit diesem erreichte er drei Mal in Serie das Play-off-Finale, die aber alle mit einer Niederlage für Fribourg endeten.
Während der Saison 1993/94 absolvierte Silver auch drei Länderspiele für die Schweizer Eishockeynationalmannschaft.
Nach zwei Saisons beim EV Zug und einer beim SC Herisau folgte der Wechsel zu den ZSC Lions. Nachdem er am 3. Dezember 1998 nicht zum Training erschienen war, suchten ihn Teamkollegen in seiner Wohnung auf, wo sie ihn tot auffanden. Wie sich herausstellte, starb Silver an Herzversagen. Am 9. Dezember 1998 fand in der Zürcher Paulus-Kirche eine Trauerfeier statt, zu der sich über 1500 Leute einfanden.
Eine Statue mit der Nummer 23 (Silvers Rückennummer beim ZSC) und seinem Spitznamen «Sly» vom Künstler Kurt Laurenz-Metzler erinnerte vor dem Zürcher Hallenstadion an Chad Silver. Nach dem Umzug des ZSC in die neue Heimstätte Swiss Life Arena in Zürich Altstetten zog die Statue am 27. Juli 2023 vom Hallenstadion ebenfalls vor die neue Arena um. Seine Rückennummer wird beim ZSC nicht mehr vergeben.